# Praga BH-39
Praga BH-39 (vojenské označení E-39) byl československý jednomotorový školní dvouplošník konstruktérů Pavla Beneše a Miroslava Hajna vyráběný v Českomoravské Kolben-Daněk a.s., v letadlovém oddělení Praga v karlínském závodě ČKD. Byl to první a komerčně nejúspěšnější letoun továrny Praga, který se stal předválečném Československu nejrozšířenějším vojenským školním letounem.

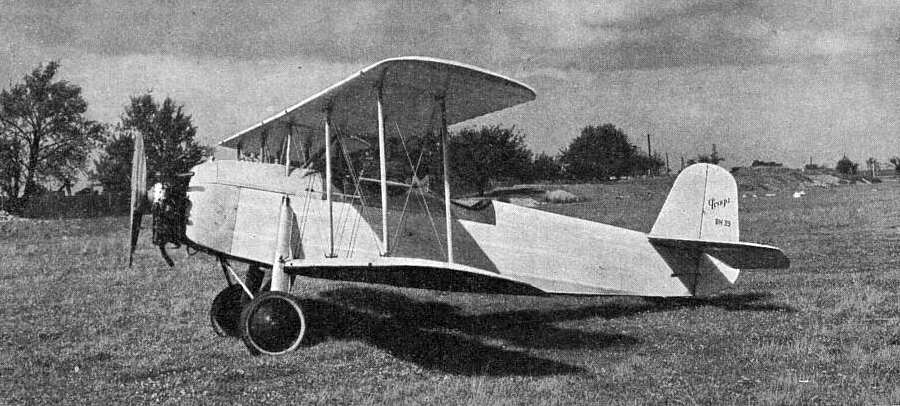
Praga E-39 (prototyp) s motorem Walter NZ-120 (Letectví, září 1933)

## Vznik a vývoj
V roce 1930 vzniklo v ČKD (Českomoravská-Kolben-Daněk) letadlové oddělení Praga pod vedením ing. Pavla Beneše a ing. Miroslava Hajna, kteří přešli z továrny Avia (Avia, Miloš Bondy a spol., továrna na letadla, Praha - Holešovice) společně s několika dalšími konstruktéry (mj. ing. Zdeněk Rublič), mistry z výroby a dělníky. Továrna Avia se totiž v roce 1929 stala s mírně upraveným názvem součástí koncernu Škoda (Avia, akciová společnost pro průmysl letecký, Čakovice) a z toho zdaleka ne všichni byli nadšeni. Prvními projekty dua Beneš-Hajn na novém působišti byly cvičné letouny BH-39 pro základní výcvik a BH-41 pro pokračovací výcvik.

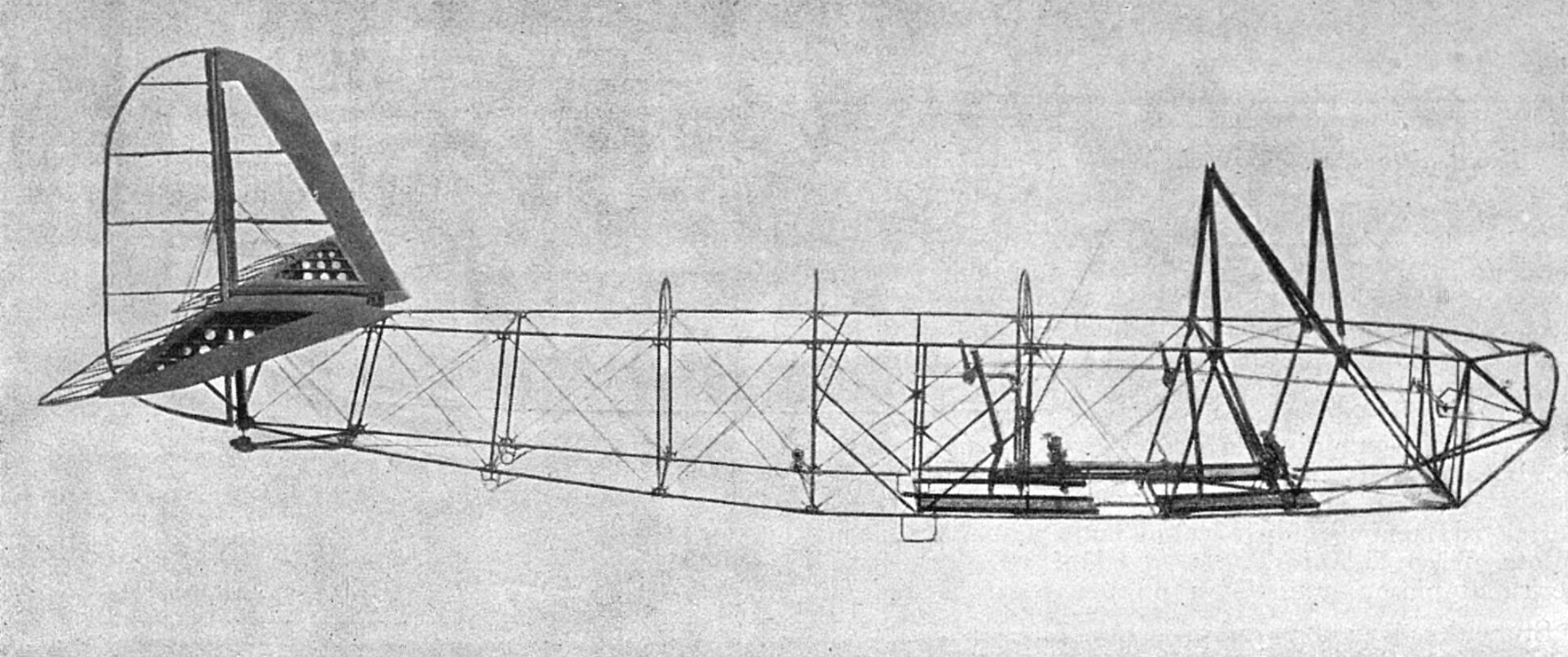
Praga E-39, svařovaný trup letadla (Letectví, září 1933)

Tento letoun vycházel z původní konstrukce Beneše a Hajna, která vznikla ještě v Avii, z typu Avia BH-29 (se sedmiválcovým motorem Walter NZ-85). První prototyp stroje s označením BH-39.1 vzlétl z továrního letiště v červnu 1931 pilotován továrním "zalétavačem" Karlem Fritschem (ex Avia) a poté se podrobil od 27. srpna 1931 letovým vojenským zkouškám ve Vojenském technickém leteckém ústavu (VTLÚ), kde dostal označení E.39.1. Roku 1932 byl dokončen druhý prototyp E.39.2, na němž byly provedeny některé změny. Oba prototypy o délce 7 m a hmotnosti 554 kg byly poháněny hvězdicovými devítiválci Walter NZ-120 o výkonu 88 kW (120 k). Testy se protáhly do ledna 1934 z důvodu dolaďování nedostatků v podélné stabilitě a v konstrukci kormidel.
V prosinci 1933 vystavilo Ministerstvo národní obrany (MNO) první objednávku na výrobu 21 sériových letounů nikoli na továrnu Praga ale pro Vojenskou továrnu na letadla Letov, protože existovala jakási "dohoda" (podmínka ze strany MNO), že případná sériová výroba letounů Praga bude probíhat v továrně Letov. V Letově bylo postaveno pouze 8 strojů E-39NZ. Potom Letov pro nedostatek kapacity (vyčerpána přípravou výroby letounů Š-328) předal výrobu zpět do továrny Praga a zbývajících 13 letadel bylo vyrobeno v továrně Praga, ale již se silnějším a novějším motorem Walter Mars. Typ dostal označení E-39M. V letech 1935-6 bylo na objednávku MNO vyrobeno dalších 85 letounů ve verzích E-39M a E-39G (Walter Gemma). Ve verzi E-39M bylo vyrobeno dalších 10 strojů na objednávku Ministerstva veřejných prací (MVP). Všechny motory Walter (NZ-120, Mars I a Gemma) byly stejného "vzoru". Jednalo se postupně vyvíjený a vyráběný základní typ NZ-120 (1927-31), následovaný motorem Mars I (1929-32) a posledním v řadě modifikací Gemma (1933-39).
Pro sportovní akrobacii objednalo MVP dalších 10 letounů s importovanými britskými sedmiválcovými hvězdicovými motory Armstrong Siddeley Genet Major I-A (typ E-39G).

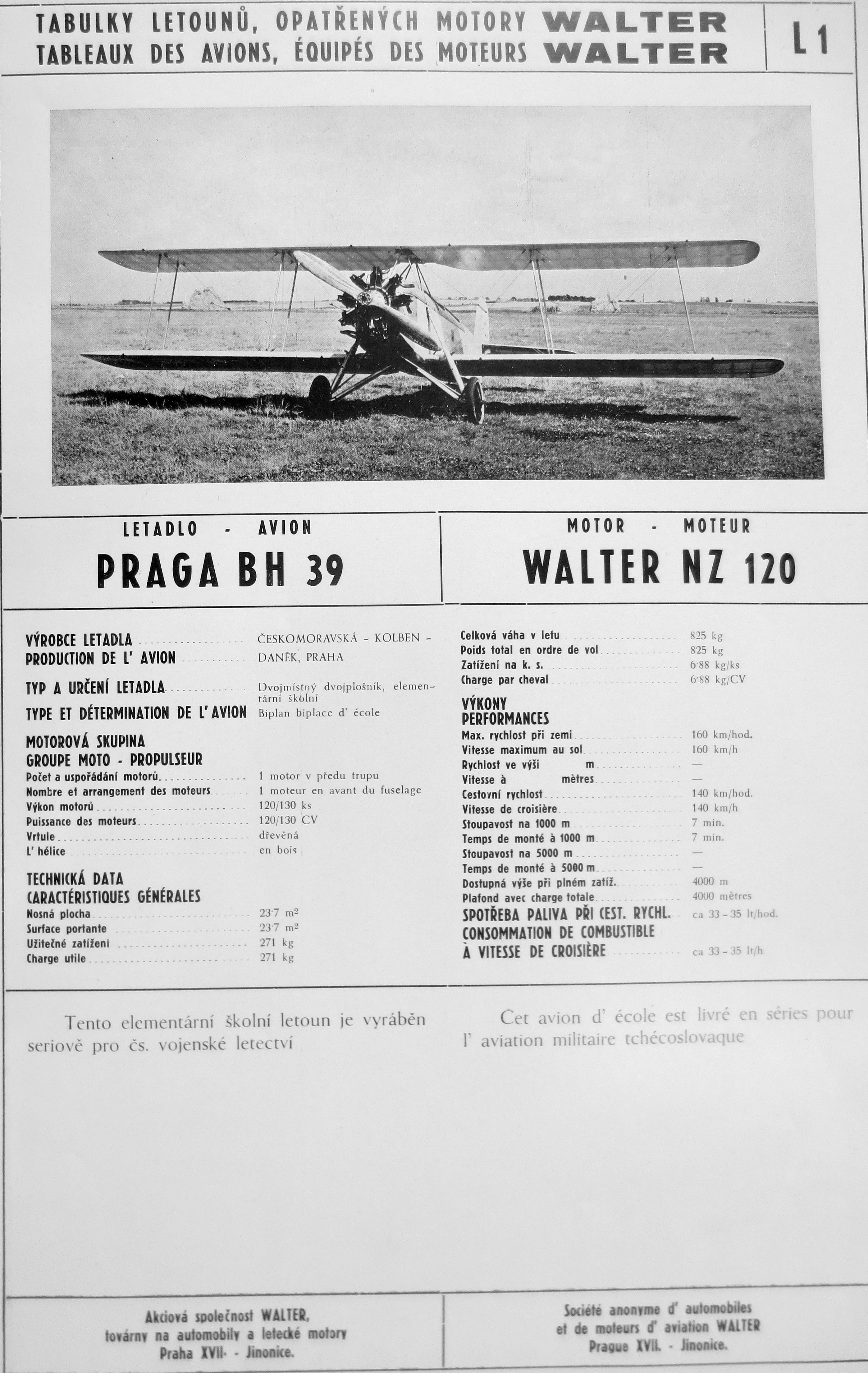
Praga BH-39 (E-39) a Walter NZ-120 (1931)

V továrně Praga (Hajn odešel z Pragy v roce 1932 a Beneš počátkem roku 1935) připravovali v roce 1936 již za vedení konstrukce ing. Jaroslavem Šlechtou modernizovaný, cvičný, akrobatický letoun E-139 s invertními šestiválcovými řadovými motory Walter Minor 6 nebo Praga 6R o shodných výkonech 88 kW/120 k, ale tento stroj zůstal pouze v projektu. V roce 1937 vznikl projekt dvoumístného školního dvouplošníku pro základní výcvik označeného jako E-40 s invertními čtyřválcovými řadovými motory Walter Minor 4 nebo Praga ER. Tato levnější a jednodušší verze (oproti E-39) vznikla na základě dohody MVP a MNO a měla nahradit armádou používané, ale dosluhující stroje Praga E-39. Byly postaveny pouze 3 prototypy.
V roce 1937 byl letoun E-39G součástí expozice Praga na III. národní letecké výstavě v Praze na výstavišti spolu s letouny E-40, E-45, E-114, E-115, E-210, E-214 a E-241. Celkem bylo vyrobeno 139 strojů, z nichž 108 objednalo MNO. Poslední E.39 pro československé letectvo byl dodán v roce 1939. Posledních 10 letounů E.39G objednala Slovenská republika.

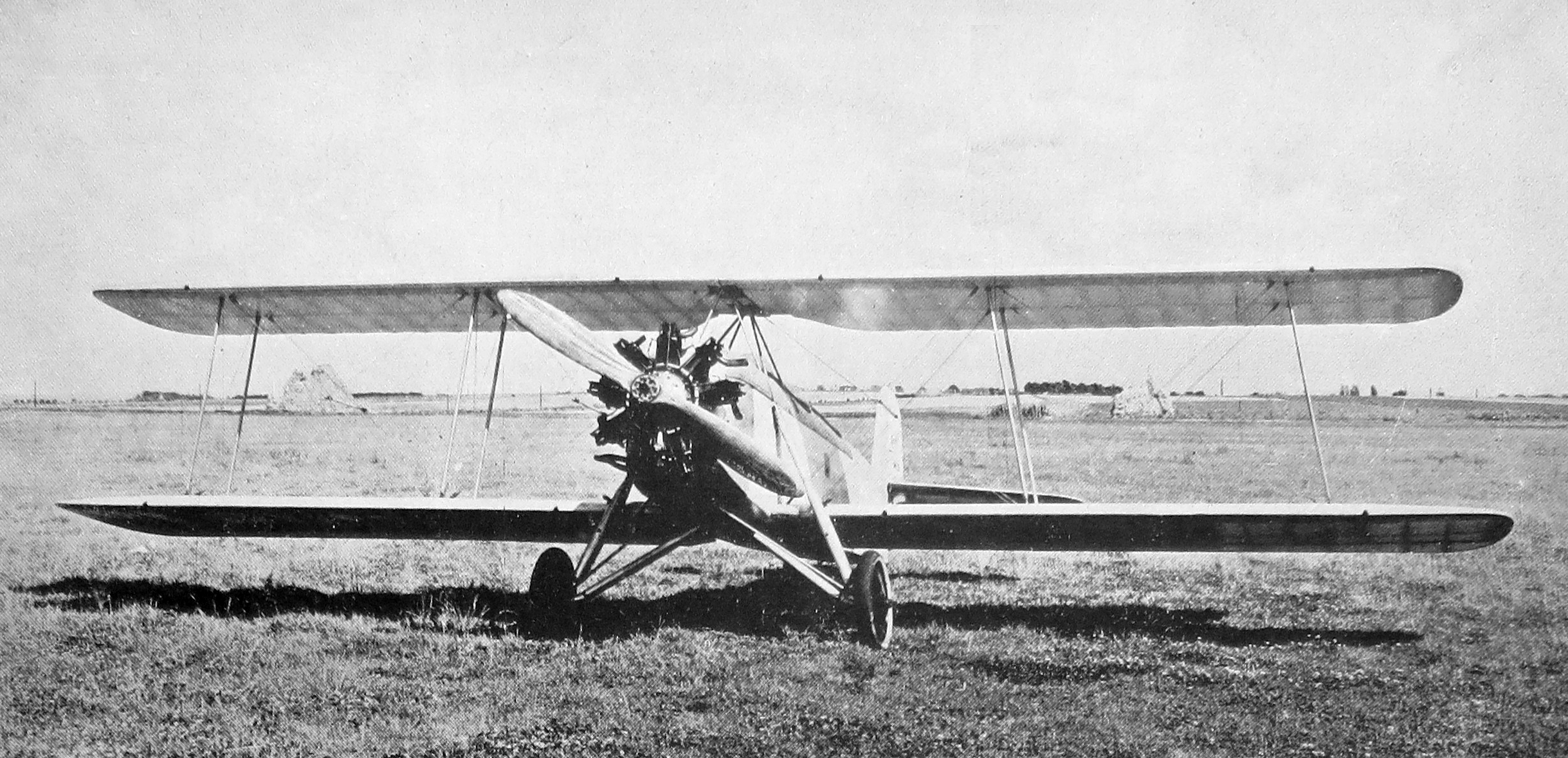
Praga E-39 s motorem Walter NZ-120 (Letectví, září 1933)

## Popis letounu
BH-39 byl dvoupříhradový, vzpěrový dvouplošník smíšené konstrukce, s dřevěnou kostrou křídel, která byla potažena plátnem. Křídla byla mírně stupněna a skloněna do tvaru písmene V. Vyztužení nosného systému bylo provedeno na každé z obou stran dvěma páry N-sloupků (původně dvě řady zdvojených I sloupků na každé straně) a profilovými dráty. Horní křídlo o menším rozpětí než dolní křídlo bylo neseno nad trupem pyramidou, typickou pro konstrukce Beneš-Hajn. Hloubka obou křídel byla shodná. Náběžná hrana křídel byla kryta překližkou. Křidélka byla pouze na spodním křídle, které bylo zavěšeno na spodních nosnících trupu.
Trup letadla, čtyřhranného průřezu se zaoblenými bočními stěnami a klenutou spodní i horní částí, byl svařen z ocelových trubek a potažen plátnem. Uvnitř trupu byla kostra úhlopříčně vyztužena dráty. V přední části (u motoru) byl kryt hliníkovými plechy (dural). Podvozek byl už vybaven olejo-pneumatickými tlumiči. Otevřené kokpity se zdvojeným řízením pro žáka (vpředu) a pilota (vzadu) byly v tandemovém uspořádání za sebou. Prostor osádky byl vyřešen tak, že oba piloti byli umístěni za pyramidou, aby při vstupování i vystupování a právě tak i při výskoku s padákem z obou sedadel nebylo překážek. V horní klenuté části trupu, těsně za pilotem, byl prostor pro zavazadla, který byl opatřen samostatným, snadno snímatelným krytem.
Vodorovná, pevná ocasní plocha byla vyhotovena ze dřeva a dýhy. Výškové kormidlo bylo složeno ze dvou samostatných částí, svařeno z ocelových trubek a potaženo plátnem. Směrové kormidlo bylo rovněž svařeno z ocelových trubek. Podvozek letadla o značném rozchodu kol (2,08 m) bez průběžné nápravy měl obě nohy z ocelových, naohýbaných trubek. Ostruha měla tvar trojbokého jehlanu, jehož jeden z "trojúhelníků" byl kyvně zavěšen na trupu, později byla odpérována závitovou pružinou.
Motorové lože bylo svařeno z ocelových trubek v jediném celku s trupem. Za motorem byl kryt (protipožární stěna), který na horní části přecházel v olejovou (14,5 l) a palivovou nádrž. Benzinová, spádová nádrž byla rozdělena přepážkou, která tak "vytvořila" hlavní (105 l) a rezervní (30 l) nádrž. Motor poháněl dvoulistou, nestavitelnou dřevěnou vrtuli. U některých strojů byla tato vrtule částečně okovaná. Kromě drobných úprav mezikřídelních vzpěr (místo dvou svislých vzpěr byla použita vzpěra tvaru N), záměny uhlíkových ocelí za chrom-molybdenové, změn palubních desek a typu podvozkových kol se letoun u jednotlivých verzí nijak zvlášť neměnil.
U základní verze BH-39 s motorem Walter NZ-120 se uvádělo výkonové zatížení 6,88 kg/k a spotřeba paliva při cestovní rychlosti 33-35 l/h. Do 1000 m tento letoun vystoupal za 7 minut.

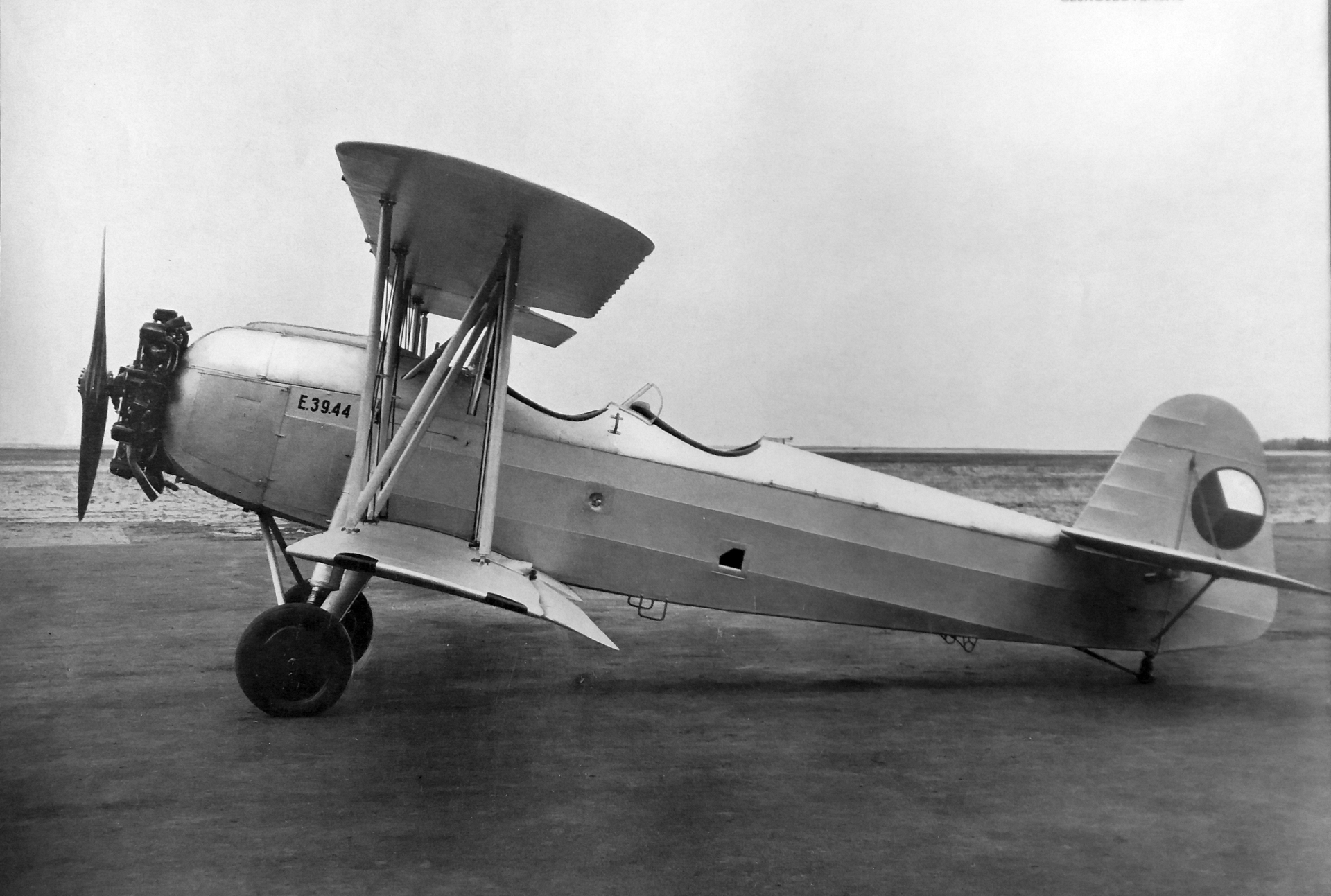
Walter Gemma a Praga E 39.44 (1936)

## Použití
Dvojplošníky se vyráběly až do roku 1939. Letounů E-39 bylo ve všech provedeních vyrobeno 139. 8 v Letovu a 131 v ČKD Praga, z toho 108 pro MNO. Poslední deseti kusová série byla již vyráběna v Protektorátu Čechy a Morava a byla určena pro Slovenské vzdušně zbraně. Letouny v československém letectvu byly zařazeny ve cvičných letkách u všech Leteckých pluků a také ve VLU (Vojenské letecké učiliště). Letoun byl používán k základnímu i pokračovacímu výcviku, k nácviku navigace nebo ke kondičním letům. Často sloužil i jako kurýrní stroj.
Armáda postupně, jak stroje stárly, přesouvala letouny do Aeroklubu RČs. a jeho poboček, kde dostávaly civilní imatrikulace. Několik letounů provozovala i Masarykova letecká liga. Takto od podzimu 1937 získalo 19 letounů E-39NZ, 38 letounů E-39G vč. 10 letounů E-39AG civilní imatrikulace.
V provozu s letouny E-39 byly zaznamenány i letecké nehody. Vojenské letadlo E-39 řízené četařem Jánem Zouharem zavadilo 17. května 1937 o kříž na věži kostela U sestričiek (klášterní kostel v Nitře) a odlomilo kus věže. Přestože letoun přišel o polovinu křídla, podařilo J. Zouharovi doletět a přistát na letišti v Nitře. Jen o necelé dva týdny později (29. května 1937) pilot Androvič nezvládl s vojenským letounem E-39.65 přistání na nitranském letišti, přičemž došlo k převrácení letounu o 180 °C na "záda". Jeden letoun E-39.42 od 112. letky Leteckého pluku 5 havaroval 9. října 1938 na letišti Vyškov těsně před přistáním.

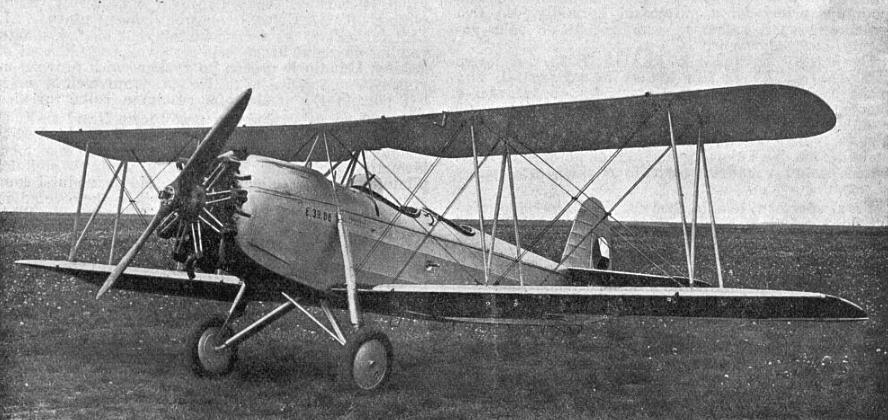
Praga E-39G s motorem Walter Gemma (Letectví, květen 1937)

Poslední série deseti kusů E-39G vyrobená v roce 1939 byla dodána samostatnému Slovenskému státu až na jaře 1942. Po zániku Česko-Slovenska však na Slovensku zůstalo 34 armádních letounů Praga E-39 (u cvičných letek Vajnory, Nitra a Piešťany) a 5 letounů civilních. V době SNP (Slovenské národního povstání) byly letouny povstalci využívány k průzkumným, spojovacím a zásobovacím letům. Minimálně tři letouny používalo Slovenské povstalecké letectvo v období SNP i Kombinovaná letka z letiště Tri Duby (dnes Letiště Sliač). Dva nesly trupová čísla Slovenských vzdušných zbraní S-26 a S-49 (pilot Vladimír Dráb, pilot 1. československého samostatného stíhacího leteckého pluku, po Druhé světové válce pilot ČSA).
V období 1938-9 se s letouny v majetku MNO ale i od aeroklubů počítalo pro spojovací a kurýrní lety. Podle soupisu leteckého materiálů k 5. listopadu 1938 bylo ve výzbroji československého letectva 125 letounů. Po 15. březnu 1939 většinu těchto strojů převzala Luftwaffe a používala je pro vlastní výcvik jako školní a cvičné. Několik strojů E-39 přenechala Luftwaffe svým spojencům, Maďarskému letectvu.
Po válce byl jeden letuschopný stroj pod typovým označením C-19 používán pro vlek větroňů na aeroklubovém letišti v Kralupech nad Vltavou (imatrikulace OK-SMA). Z leteckého rejstříku byl letoun výr. č. 64 vyřazen až 24. ledna 1951. Objevuje se ve filmu Vítězná křídla z roku 1950.

## Varianty
- E-39NZ (E.39N) - s devítiválcovým motorem Walter NZ-120 (1927), 2 prototypy vyrobila továrna Praga a 8 sériových letounů vyrobila továrna Letov
- E-39M - s devítiválcovým motorem Walter Mars (1929), 13 letounů z 1. série 21 strojů (E-39NZ a E-39M), několik jich bylo vyrobeno i v letech 1935-6
- E-39G - s devítiválcovým motorem Walter Gemma (1932), nejpočetněji vyráběná verze letounů
- E-39AG - s motorem Armstrong Siddeley Genet Major I-A o výkonu 110 kW/150 k, 10 letounů (1937)

## Uživatelé
- Československo
  - Československé letectvo
  - Aeroklub Republiky Československé a jeho pobočky
  - Masarykova letecká liga
- Maďarské království
  - Maďarské letectvo
- Německá říše
  - Luftwaffe
- Slovensko
  - Slovenské vzdušné zbraně, Slovenský letecký sbor (SLeS)

## Specifikace

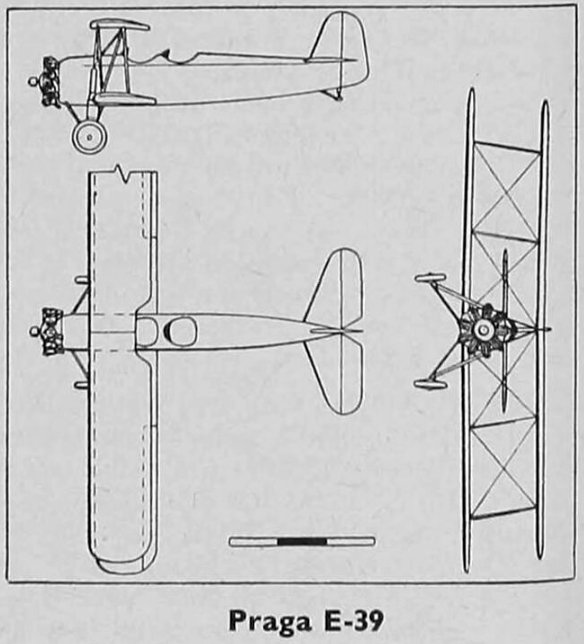
Praga E-39 s hvězdicovým motorem, skica

Údaje pro letouny řady E-39

### Technické parametry
| Typ                             | E-39NZ             | E-39M             | E-39G              | E-39AG            |
| ------------------------------- | ------------------ | ----------------- | ------------------ | ----------------- |
| Rok zavedení                    | 1931               | 1934              | 1934               | 1937              |
| Posádka                         | 2                  | 2                 | 2                  | 2                 |
| Rozpětí (m)                     | 10,00              | 10,00             | 10,00              | 10,00             |
| Délka (m)                       | 6,88               | 7,49              | 7,49               | 7,00              |
| Výška (m)                       | 2,54               | 2,75              | 2,75               | 2,62              |
| Nosná plocha (m2)               | 23,70              | 23,70             | 23,70              | 23,70             |
| Plošné zatížení (kg/m2)         | 35,0               | 36,9              | 37,0               | 36,5              |
| Hmotnost prázdného letounu (kg) | 562                | 610               | 612                | 585               |
| Vzletová hmotnost (kg)          | 825                | 875               | 877                | 865               |
| Typ motoru                      | Walter NZ-120      | Walter Mars       | Walter Gemma       | AS Genet Major    |
| max. vzletový výkon motoru      | 99 kW/130 k        | 114 kW/155 k      | 125 kW/170 k       | 121 kW/165 k      |
| nom. jmenovitý výkon motoru     | 88 kW/120 k        | 106 kW/145 k      | 110 kW/150 k       | 110 kW/150 k      |
| Vrtule                          | dvoulistá, dřevěná | dvoulistá dřevěná | dvoulistá, dřevěná | dvoulistá dřevěná |

### Výkony
| Typ                        | E.39NZ          | E.39M         | E.39G         | E.39AG          |
| -------------------------- | --------------- | ------------- | ------------- | --------------- |
| Maximální rychlost (km/h)  | 160             | 160           | 162           | 175             |
| Cestovní rychlost (km/h)   | 140             | 136           | 136           | 145             |
| Přistávací rychlost (km/h) | 65              | 65            | 65            | 65              |
| Dostup (m)                 | 4000            | 3700          | 3700          | 4500            |
| Stoupavost                 | 37,5´ na 3000 m | 28´ na 3000 m | 28´ na 3000 m | 26,3´ na 3000 m |
| Dolet (km)                 | 450             | 450           | 450           | 450             |
| Vytrvalost (h)             | 4,5             | 4,5           | 4,5           | 4,3             |